# Sound of the Screaming Day
"Sound of the Screaming Day" is een nummer van de Nederlandse band Golden Earrings. Het nummer komt oorspronkelijk niet van een studioalbum, maar verscheen op 15 juli 1967 als losse single.

## Achtergrond
"Sound of the Screaming Day" is geschreven door gitarist George Kooymans en basgitarist Rinus Gerritsen en is geproduceerd door Freddy Haayen. Het nummer wordt gezongen door Kooymans en gaat over de vroege uren van de dag waarop iedereen naar het werk gaat. Het nummer is opgenomen in Engeland.
Bij het horen van "Sound of the Screaming Day" besloot Barry Hay om de band als zanger te komen versterken. Hij stapte korte tijd eerder uit de band The Haigs en repeteerde een maand lang met Shocking Blue nadat gitarist Robbie van Leeuwen dit aan hem vroeg. Vervolgens kreeg hij een telefoontje van Freddy Haayen, die hem de single liet horen en vroeg of hij de nieuwe zanger van de Golden Earrings te worden. Hay ging op dit aanbod in; Van Leeuwen antwoordde hierop dat hij daar de rest van zijn leven spijt van zou krijgen. Hay is op het nummer enkel te horen op de fluit,, maar op de B-kant "She Won't Come to Me" is hij voor het eerst te horen als zanger.
"Sound of the Screaming Day" was de eerste van een handvol singles van de Golden Earrings die niet op een album verschenen. In 1968 kwam het nummer wel op het verzamelalbum Greatest Hits terecht. Tevens stond het in 2009 op de heruitgave van Miracle Mirror..
De single werd in Nederland veel gedraaid op zowel de zeezenders als de landelijke radiozenders en behaalde de 4e positie in zowel de Veronica Top 40 op Radio Veronica als de Parool Top 20 op Hilversum 3.
In België werd de single destijds regelmatig gedraaid op de radio maar behaalde desondanks géén notering in zowel de voorloper van de Vlaamse Ultratop 50 als de voorloper van de Waalse Ultratop 50.
Sinds de allereerste editie in december 1999 staat de plaat onafgebroken genoteerd (behalve in 2018) in de jaarlijkse NPO Radio 2 Top 2000 van de Nederlandse publieke radiozender NPO Radio 2, met als hoogste notering een 661e positie in 1999.

## Videoclip
In de videoclip ter promotie van de single is de band te zien in een roeiboot, op een schip en tijdens een moddergevecht. Toenmalig drummer Jaap Eggermont vertelde in een interview over het moddergevecht dat "ze mij daar thuis behoorlijk om hebben uitgelachen".

## Hitnoteringen

### Nederlandse Top 40
| Hitnotering: 22-07-1967 t/m 14-10-1967 | Hitnotering: 22-07-1967 t/m 14-10-1967 | Hitnotering: 22-07-1967 t/m 14-10-1967 | Hitnotering: 22-07-1967 t/m 14-10-1967 | Hitnotering: 22-07-1967 t/m 14-10-1967 | Hitnotering: 22-07-1967 t/m 14-10-1967 | Hitnotering: 22-07-1967 t/m 14-10-1967 | Hitnotering: 22-07-1967 t/m 14-10-1967 | Hitnotering: 22-07-1967 t/m 14-10-1967 | Hitnotering: 22-07-1967 t/m 14-10-1967 | Hitnotering: 22-07-1967 t/m 14-10-1967 | Hitnotering: 22-07-1967 t/m 14-10-1967 | Hitnotering: 22-07-1967 t/m 14-10-1967 | Hitnotering: 22-07-1967 t/m 14-10-1967 | Hitnotering: 22-07-1967 t/m 14-10-1967 |
| Week                                   | 1                                      | 2                                      | 3                                      | 4                                      | 5                                      | 6                                      | 7                                      | 8                                      | 9                                      | 10                                     | 11                                     | 12                                     | 13                                     |                                        |
| -------------------------------------- | -------------------------------------- | -------------------------------------- | -------------------------------------- | -------------------------------------- | -------------------------------------- | -------------------------------------- | -------------------------------------- | -------------------------------------- | -------------------------------------- | -------------------------------------- | -------------------------------------- | -------------------------------------- | -------------------------------------- | -------------------------------------- |
| Positie                                | 20                                     | 10                                     | 6                                      | 6                                      | 5                                      | 5                                      | 4                                      | 5                                      | 5                                      | 8                                      | 15                                     | 21                                     | 33                                     | uit                                    |

### Parool Top 20
| Hitnotering: 29-07-1967 t/m 30-09-1967 | Hitnotering: 29-07-1967 t/m 30-09-1967 | Hitnotering: 29-07-1967 t/m 30-09-1967 | Hitnotering: 29-07-1967 t/m 30-09-1967 | Hitnotering: 29-07-1967 t/m 30-09-1967 | Hitnotering: 29-07-1967 t/m 30-09-1967 | Hitnotering: 29-07-1967 t/m 30-09-1967 | Hitnotering: 29-07-1967 t/m 30-09-1967 | Hitnotering: 29-07-1967 t/m 30-09-1967 | Hitnotering: 29-07-1967 t/m 30-09-1967 | Hitnotering: 29-07-1967 t/m 30-09-1967 | Hitnotering: 29-07-1967 t/m 30-09-1967 |
| Week                                   | 1                                      | 2                                      | 3                                      | 4                                      | 5                                      | 6                                      | 7                                      | 8                                      | 9                                      | 10                                     |                                        |
| -------------------------------------- | -------------------------------------- | -------------------------------------- | -------------------------------------- | -------------------------------------- | -------------------------------------- | -------------------------------------- | -------------------------------------- | -------------------------------------- | -------------------------------------- | -------------------------------------- | -------------------------------------- |
| Positie                                | 12                                     | 6                                      | 4                                      | 4                                      | 5                                      | 6                                      | 8                                      | 9                                      | 12                                     | 17                                     | uit                                    |

### NPO Radio 2 Top 2000
| Nummer met noteringen in de NPO Radio 2 Top 2000 | '99 | '00 | '01  | '02 | '03  | '04  | '05 | '06 | '07  | '08  | '09  | '10  | '11  | '12  | '13  | '14  | '15  | '16  | '17  | '18 | '19  | '20  | '21  | '22  | '23  |
| ------------------------------------------------ | --- | --- | ---- | --- | ---- | ---- | --- | --- | ---- | ---- | ---- | ---- | ---- | ---- | ---- | ---- | ---- | ---- | ---- | --- | ---- | ---- | ---- | ---- | ---- |
| Sound of the Screaming Day                       | 661 | 896 | 1075 | 799 | 1175 | 1087 | 897 | 981 | 1425 | 1079 | 1057 | 1024 | 1160 | 1766 | 1371 | 1513 | 1737 | 1695 | 1964 | -   | 1809 | 1985 | 1119 | 1814 | 1845 |

1. ↑  Een '-' betekent dat het nummer niet was genoteerd en een vetgedrukt getal geeft de hoogste notering aan.
2. ↑  Deze tabel is bijgewerkt tot en met de laatste editie (2024).

### Evergreen Top 1000
| Evergreen Top 1000 | Evergreen Top 1000 | Evergreen Top 1000 | Evergreen Top 1000 | Evergreen Top 1000 | Evergreen Top 1000 | Evergreen Top 1000 | Evergreen Top 1000 | Evergreen Top 1000 | Evergreen Top 1000 | Evergreen Top 1000 | Evergreen Top 1000 | Evergreen Top 1000 | Evergreen Top 1000 | Evergreen Top 1000 | Evergreen Top 1000 | Evergreen Top 1000 |
| Jaar               | 2008               | 2009               | 2010               | 2011               | 2012               | 2013               | 2014               | 2015               | 2016               | 2017               | 2018               | 2019               | 2020               | 2021               | 2022               | 2023               |
| ------------------ | ------------------ | ------------------ | ------------------ | ------------------ | ------------------ | ------------------ | ------------------ | ------------------ | ------------------ | ------------------ | ------------------ | ------------------ | ------------------ | ------------------ | ------------------ | ------------------ |
| Positie            | -                  | -                  | -                  | -                  | -                  | 301                | 204                | 406                | 391                | 425                | 281                | 350                | 372                | 191                | 312                | 248                |

Discografie